# Natove sile za hitro posredovanje
Natove sile za hitro posredovanje (angleško NATO Response Force; kratica NRF) so vojaške sile, sestavljene iz enot držav članic, katerih namen je hitro posredovanje na kriznih žariščih po svetu v najkrajšem možnem času. S tem projektom se je tudi začela reorganizacija NATO-a, ki bo vodilo k večji učinkovitosti zavezništva.
Poveljstvo NFR je CJTH-HQ.

## Sestava
- Španija - 2.200 vojakov (vojaška letala, vojaški helikopterji, vojne ladje)
- Francija - 1.700 vojakov (vojaška letala, vojaški helikopterji, vojne ladje)
- Nemčija - 1.100 vojakov (vojaška letala, vojaški helikopterji)
- NATO - 700 vojakov (CJTH-HQ in AWACS letala)
- Združeno kraljestvo - 700 vojakov (ladje in letala)
- Turčija - 600 vojakov (vojaška letala, vojaški helikopterji, vojne ladje)
- Italija - 600 vojakov (vojaška letala, vojne ladje)
- Grčija - 300 vojakov (vojaška letala, vojne ladje)
- ZDA - 300 vojakov (vojaška letala, vojne ladje)
- Belgija - vojaška letala, vojaški helikopterji, vojne ladje
- Nizozemska - vojne ladje
- Norveška - 150 vojakov (vojaška letala, vojaški helikopterji, vadbišče)
- Danska - 100 vojakov (vojaška letala, vojaški helikopterji)
- Češka - 80 vojakov (vojaška vozila in RKBO oprema)
- Poljska - 20 vojakov (moštvo za protiminsko bojevanje)